# Vincent Roux (rugby à XV)
Pour les articles homonymes, voir Vincent Roux et Roux.
Pas d'image ? Cliquez ici

a Compétitions nationales et continentales officielles uniquement.

b Matchs officiels uniquement.
Dernière mise à jour le 5 août 2024.
Vincent Roux, né le 27 mars 1984 à Clermont-Ferrand (Puy-de-Dôme), est un joueur français de rugby à XV et international français de rugby à sept qui évolue aux postes de centre ou d'ailier. 
Après avoir été formé à l'ASM Clermont Auvergne, il évolue quatre ans à l'Atlantique Stade rochelais puis quatre ans au SU Agen. Il prend sa retraite en 2016.

## Biographie

### Carrière sportive
Vincent Roux commence la pratique du rugby à XV à l'âge de huit ans dans sa ville natale de Clermont-Ferrand au sein de l'AS Montferrand. Plus tard, il intègre le centre de formation du club clermontois et joue avec les espoirs avant de signer son premier contrat professionnel à vingt ans.
Le 7 janvier 2006, il fait ses débuts professionnels avec l'ASM Clermont Auvergne face à la Section paloise, où il est titularisé au poste d'ailier. En parallèle à sa carrière en club, il est également sélectionné avec l'équipe de France de rugby à sept.
En manque de temps de jeu en Auvergne, Vincent Roux quitte son club formateur pour rejoindre l'Atlantique Stade rochelais en Pro D2. À l'issue de sa seconde saison à La Rochelle, le club est promu en Top 14 puis relégué en Pro D2.
En 2012, après quatre saisons à La Rochelle, il s'engage avec le SU Agen qui évolue en Top 14. Le club est relégué à la fin et de la saison, puis promu deux ans plus tard. À la suite de la relégation du club agenais à la fin de la saison 2015-2016, Vincent Roux ne prolonge pas son contrat et arrête ainsi sa carrière de rugbyman professionnel.

### Participation àKoh-Lanta
Après sa retraite sportive, Vincent Roux participe en 2017 à la dix-septième saison de l'émission de TF1, Koh-Lanta.

## Palmarès

### En club
- Finaliste du Championnat de France en 2007 et 2008 avec l'ASM Clermont.

### En équipe nationale
- Vainqueur du Tournoi de Tanger en 2007 avec l'équipe de France de rugby à sept.

## Statistiques en équipe nationale
- Équipe de France de rugby à sept :
  - 78 matches disputés en World Sevens Series et 33 essais inscrits (165 points)[2].